# Nhóm ngôn ngữ Inuit
Nhóm ngôn ngữ Inuit là một nhóm các ngôn ngữ bản địa châu Mỹ khắng khít theo truyền thống được nói ở phần Bắc Mỹ thuộc vòng cực Bắc và ở một mức độ nào đó ở vùng cận nhiệt đới ở Labrador. Nhóm ngôn ngữ Yupik liên quan được sử dụng ở mạn tây và nam Alaska lẫn ở vùng viễn đông của Nga, nhưng chúng hiện đang bị đe dọa nghiêm trọng ở Nga và chỉ được nói ở một vài ngôi làng trên bán đảo Chukchi. Người Inuit sống chủ yếu ở ba quốc gia: Greenland, Canada (cụ thể là ở vùng Nunatsiavut của Labrador, vùng Nunavik của Quebec, vùng Nunavut và Vùng lãnh thổ Tây Bắc) và Hoa Kỳ (cụ thể là duyên hải Alaska).
Tổng dân số của người Inuit nói được ngôn ngữ của tổ tiên họ rất khó đánh giá độ chính xác, vì hầu hết các tổng số dựa vào dữ liệu điều tra dân số tự báo cáo mà có thể phản ánh thiếu chính xác mức độ sử dụng hoặc năng lực ngôn ngữ. Ước tính điều tra dân số Greenland, số lượng người nói các dạng ngôn ngữ Inuit tại đây vào khoảng 50.000 người. Theo điều tra dân số Canada năm 2016, 4,9% tổng dân số Canada là người bản địa (1.673.785 người), 0,2% trong số đó (65.030 người) là người Inuit (Inuk) và có 36.545 người xác nhận tiếng Inuit là tiếng mẹ đẻ của họ. Hai quốc gia này (Canada và Greenland) có số lượng người nói các dạng ngôn ngữ Inuit lớn nhất, mặc dù ngày nay ở Alaska khoảng 7.500 người trên tổng số 13.000 người Inuit nói được một dạng ngôn ngữ Inuit nào đó.
Còn có vài trăm người nói các ngôn ngữ Inuit ở Nga. Ngoài ra, ước tính có 7.000 người Inland Greenland sống ở Đan Mạch, nhóm lớn nhất bên ngoài Greenland, Canada và Alaska. Do đó, số lượng người nói các ngôn ngữ Inuit trên toàn cầu đang xấp xỉ 100.000 người.

## Phân loại
Nhóm ngôn ngữ Inuit thuộc ngữ hệ Eskimo-Aleut. Chúng có mối quan hệ khá chặt chẽ với các ngôn ngữ Yupik và xa hơn là với ngôn ngữ Aleut. Những ngôn ngữ này đều được nói ở Tây Alaska và Đông Chukotka, Nga. Chúng không có mối quan hệ rõ ràng với các ngôn ngữ bản địa châu Mỹ hoặc Đông Bắc Á khác, mặc dù một số người đã đề xuất rằng nó có liên quan đến các ngôn ngữ Ural (như tiếng Phần Lan và các ngôn ngữ Sami) trong nhóm "Ural-Xibia", hoặc thậm chí là với các ngôn ngữ Ấn-Âu như là một phần của siêu ngữ hệ giả thuyết Nostrates. Một số người coi nó là một phần của nhóm ngôn ngữ Cổ Xibia, mặc dù đây là cách phân loại mang tính địa lý hơn là ngôn ngữ học.

Phân bố các phương ngữ Inuit trên khắp Bắc Cực.

### Từ điển và từ vựng
- Nunavut Living Dictionary
- Interactive IñupiaQ Dictionary
- Oqaasileriffik Language database
- "Inuktitut Morphology List" (PDF). Bản gốc (PDF) lưu trữ ngày 30 tháng 9 năm 2005. (133 KiB)
- Textbook

### Trang web
- A Brief History of Inuktitut Writing Culture
- Inuktitut Syllabarium
- Our Language, Our Selves Lưu trữ ngày 11 tháng 11 năm 2005 tại Wayback Machine
- Alt.folkore.urban on Eskimo words for snow.
- Report of the third Danish Chukotka expedition with information on the Chukotka Yupik Lưu trữ ngày 4 tháng 7 năm 2010 tại Wayback Machine

### Hỗ trợ Unicode
- Code Charts

Bản mẫu:Ngữ hệ Eskimo-Aleut
Bản mẫu:Ngôn ngữ bản địa Bắc Mỹ